# تاريخ الزراعة في الولايات المتحدة
يغطي تاريخ الزراعة في الولايات المتحدة الفترة منذ استيطان الإنجليز الأوائل إلى يومنا هذا. كانت الزراعة في أمريكا الاستعمارية مصدر الرزق الأساسي لحوالي 90% من السكان، وكانت معظم المدن نقاط شحن لتصدير المنتجات الزراعية. كانت معظم المزارع موجهة نحو إنتاج الكفاف للاستخدام العائلي.
أدى النمو السريع للسكان وتوسع الحدود إلى فتح أعداد كبيرة من المزارع الجديدة، وكان تطهير الأرض من الشغل الشاغل للمزارعين. أصبح القطن بعد عام 1800، المحصول الرئيسي في المزارع الجنوبية، والمصدر الرئيسي للتصدير الأمريكي. فتح التصنيع والتحضر بعد عام 1840 أسواقًا محلية مربحة. نما عدد المزارع من 1.4 مليون عام 1850 إلى 4.0 مليون عام 1880 و6.4 مليون عام 1910، ثم بدأ في الانخفاض، لينخفض إلى 5.6 مليون في عام 1950 و2.2 مليون في عام 2008.

## حقبة ما قبل الاستعمار
دعمت أمريكا الشمالية قبل وصول الأوروبيين إليها، مجموعة متنوعة من ثقافات السكان الأصليين. اعتمد بعض السكان في المقام الأول على الصيد والجني، واعتمد آخرون على الزراعة. زرع السكان الأصليون المحاصيل المدجنة في أراضي الغابات الشرقية وجنوب غرب أمريكا.

## الزراعة في الحقبة الاستعمارية: 1610-1775
زرع المستوطنون الأوائل في مستعمرة بليموث الشعير والبازلاء من إنجلترا، وكان أهم محصولاتهم من الذرة الهندية، التي شُرحت كيفية زراعتها بواسطة السكوانتو من السكان الأصليين. استخدموا لتخصيب هذا المحصول، الأسماك الصغيرة التي أطلقوا عليها اسم الرنجة أو الشابل.
تطورت زراعة المزارع بالاستعانة بالعبيد، في فرجينيا وماريلاند (حيث زرع التبغ)، وكارولينا الجنوبية (حيث زرعت الصبغة الأرجوانية والأرز). أصبح القطن محصولًا زراعيًا رئيسيًا بعد عام 1800 في «الحزام الأسود»، منطقة تمتد على شكل قوس من ولاية كارولينا الشمالية عبر تكساس، حيث سمح المناخ بزراعة القطن.
كانت الغالبية العظمى من المزارع- بصرف النظر عن مزارع التبغ والأرز- مزارع كفاف، وتنتج الطعام للأسرة وبعضها للتجارة والضرائب. انتشرت زراعة الكفاف طوال الفترة الاستعمارية. استكمل المزارعون دخلهم بمبيعات فائض المحاصيل أو الحيوانات في السوق المحلية، أو عن طريق الصادرات إلى مستعمرات العبيد في جزر الهند الغربية. كان قطع الأشجار والصيد وصيد الأسماك مكملًا لاقتصاد الأسرة.

### أساليب الزراعة العرقية
أحدث التنوع العرقي فرقًا في الممارسة الزراعية. جلب الأمريكيون الألمان معهم ممارسات وتقاليد مختلفة تمامًا عن تلك الخاصة بالإنجليز والإسكتلنديين. كيّفوا تقنيات العالم القديم مع إمدادات أرض أكثر وفرة. أظهر الألمان علاوة على ذلك، ميلًا طويل الأمد للحفاظ على المزرعة في كيان الأسرة وتجنب انتقال أطفالهم إلى المدن. إذ فضلوا مثلًا الثيران بشكل عام على الخيول في الحرث.
أمّن الإسكتلنديون الآيرلنديون معيشتهم اعتمادًا على بعض الزراعات، وبشكل أكبر على الرعي (الخنازير والماشية). ركز الإسكتلنديون الأيرلنديون على الزراعة المختلطة في المستعمرات الأمريكية. زرعوا باستخدام هذه التقنية، الذرة للاستهلاك البشري وعلف الماشية، وخاصة للخنازير. بدأ العديد من المزارعين ذوي التفكير المتغير من خلفيات مختلفة في استخدام ممارسات زراعية جديدة لزيادة إنتاجهم.
استبدل هؤلاء المبتكرون الزراعيون خلال خمسينيات القرن الثامن عشر، منجل اليد والمناجل المستخدمة في حصاد التبن والقمح والشعير بمنجل المهد، أداة بأصابع خشبية ترتب سيقان الحبوب لتسهيل جمعها. كانت هذه الأداة قادرة على مضاعفة حجم العمل الذي قام به المزارع ثلاث مرات في يوم واحد. بدأ عدد قليل من المزارعين المطلعين علميًا (معظمهم من المزارعين الأثرياء مثل جورج واشنطن) بتخصيب حقولهم بالروث والجير، وعملوا على تناوب محاصيلهم للحفاظ على خصوبة التربة.
عمل معظم المستعمرين في منطقة وسط الأطلنطي في الزراعة على نطاق صغير، ودفعوا تكاليف المصنوعات المستوردة عن طريق إمداد جزر الهند الغربية بالذرة والدقيق. ازدهرت تجارة تصدير الفراء إلى أوروبا في نيويورك، وأضفت ثروة إضافية إلى المنطقة. تحفزت الزراعة في وسط الأطلنطي بعد عام 1720، بسبب الطلب العالمي على القمح. أدى الانفجار السكاني الهائل في أوروبا إلى ارتفاع أسعار القمح. كانت تكلفة بوشل القمح بحلول عام 1770، ضعف ما كانت عليه في عام 1720.
وسّع المزارعون أيضًا إنتاجهم من بذور الكتان والذرة نظرًا لارتفاع الطلب على الكتان في صناعة الكتان الأيرلندي، وكان هناك طلب على الذرة في جزر الهند الغربية.
بدأ العديد من المهاجرين الألمان الفقراء والمستوطنين الأسكتلنديين الأيرلنديين حياتهم المهنية كعمال أجور زراعيين. استأجر التجار والحرفيون خدمًا مراهقين بالسخرة، ودفعوا تكاليف نقلهم من أوروبا، كعمال في نظام محلي لتصنيع الملابس والسلع الأخرى. اعتاد التجار شراء الصوف والكتان من المزارعين، ووظفوا المهاجرين الوافدين حديثًا، والذين كانوا عمال نسيج في أيرلندا وألمانيا، للعمل في منازلهم لغزل المواد إلى خيوط وأقمشة. أصبح كبار المزارعين والتجار أثرياء، بينما كان المزارعون أصحاب المزارع الصغيرة والحرفيون يكسبون ما يكفيهم فقط من أجل الكفاف.

## الأمة الجديدة: 1776-1860
كان الاقتصاد الأمريكي زراعيًا بشكل أساسي في أوائل القرن التاسع عشر. أدى التوسع باتجاه الغرب بالإضافة إلى بناء القنوات وإدخال القوارب البخارية إلى فتح مجالات جديدة للزراعة. هدفت معظم الزراعات إلى إنتاج الغذاء للأسرة وخدمة السوق المحلية الصغيرة. كان بإمكان المزارع في أوقات النمو الاقتصادي السريع، تحسين الأرض مقابل أكثر بكثير مما دفع مقابلها، ثم الانتقال غربًا لتكرار العملية.

### الجنوب
شغل المزارعون البيض الفقراء الجنوب، إذ لم يملكوا عبيدًا بشكل عام. استملك أصحاب المزارع الأغنياء أفضل الأراضي، وشُغّلت في المقام الأول بالسخرة. أنبتت هذه المزارع طعامها وركزت أيضًا على عدد قليل من المحاصيل التي يمكن تصديرها لتلبية الطلب المتزايد في أوروبا، وخاصة القطن والتبغ والسكر. كان محصول التصدير الرئيسي هو القطن. استنفدت خصوبة التربة بعد بضع سنوات، ونُقلت المزارع إلى الأرض الجديدة إلى الغرب. طُهرت الكثير من الأراضي ووظفت لزراعة القطن في وادي المسيسيبي وفي ألاباما، واستُخدمت مناطق جديدة لزراعة الحبوب في الإنتاج في الغرب الأوسط. أدى هذا في نهاية المطاف إلى فرض ضغط نزولي شديد على الأسعار، خاصةً القطن، بدءًا من 1820-1823 ومرة أخرى من 1840-1843. زُرع قصب السكر في لويزيانا، وكُرر إلى سكر حبيبي. تتطلب زراعة السكر وتكريره قدرًا كبيرًا من رأس المال. امتلك بعض الرجال الأغنياء في البلاد مزارع قصب السكر، والتي غالبًا ما احتوت مصانع السكر الخاصة بهم.

### بريطانيا الجديدة
أفسحت زراعة الكفاف في بريطانيا الجديدة الطريق بعد عام 1810 للإنتاج، لتوفير الإمدادات الغذائية للبلدات والمدن الصناعية سريعة النمو. أُدخلت محاصيل تصدير متخصصة جديدة مثل التبغ والتوت البري.

### التقزم ما قبل الحرب
نما إنتاج الغذاء خلال الفترة التي سبقت الحرب الأهلية. نما كذلك عدد السكان بشكل أسرع وتحول الدخل من الغذاء إلى المأوى. تجلى تأثير انخفاض نصيب الفرد من الغذاء، في إعاقة نمو الأطفال غير النخبة في تلك الحقبة بشكل دائم. يتعارض كون الولايات المتحدة قد عانت من نقص الغذاء خلال التعزيز الصناعي مع الرأي السائد. استغرق الأمر ثلث قرن بين الإصدار الأول حول الارتفاعات المتراجعة خلال فترة ما قبل الحرب لقبول تفسير تقييد الطعام.